# A Policy of Pinpricks
A Policy of Pinpricks è un cortometraggio muto del 1913 diretto da Hay Plumb.

## Trama
Gli spilloni possono essere usati anche per divertirsi, facendo scoppiare palloncini, pneumatici o quant'altro.

## Produzione
Il film fu prodotto dalla Hepworth.

## Distribuzione
Distribuito dalla Hepworth, il film - un cortometraggio di 135 metri - uscì nelle sale cinematografiche britanniche il 4 maggio 1913.
Fu distrutto nel 1924 dallo stesso produttore, Cecil M. Hepworth. Fallito, in gravissime difficoltà finanziarie, Hepworth pensò in questo modo di poter almeno recuperare il nitrato d'argento della pellicola.